# سندباد للإنتاج
سندباد للإنتاج (بالفرنسية: Sindbad Production)‏ شركة إنتاج سينمائي وتلفزي تونسية، أسسها معز كمون عام 2002. من أهم الأعمال التي أنتجتها الشركة فيلمي كلمة رجال (2004) و آخر ديسمبر (2010) للمخرج معز كمون، كما قامت بتنفيذ إنتاج أفلام عالمية أثناء تصويرها بتونس.